# Worthington Hills
Worthington Hills es una ciudad ubicada en el condado de Jefferson en el estado estadounidense de Kentucky. En el Censo de 2010 tenía una población de 1446 habitantes y una densidad poblacional de 2.260,34 personas por km².

## Geografía
Worthington Hills se encuentra ubicada en las coordenadas 38°18′34″N 85°31′37″O / 38.30944, -85.52694. Según la Oficina del Censo de los Estados Unidos, Worthington Hills tiene una superficie total de 0.64 km², de la cual 0.64 km² corresponden a tierra firme y (0%) 0 km² es agua.

## Demografía
Según el censo de 2010, había 1446 personas residiendo en Worthington Hills. La densidad de población era de 2.260,34 hab./km². De los 1446 habitantes, Worthington Hills estaba compuesto por el 62.52% blancos, el 29.46% eran afroamericanos, el 0.28% eran amerindios, el 3.04% eran asiáticos, el 0% eran isleños del Pacífico, el 0.76% eran de otras razas y el 3.94% pertenecían a dos o más razas. Del total de la población el 4.15% eran hispanos o latinos de cualquier raza.